# Heterolocha citrina
Heterolocha citrina är en fjärilsart som beskrevs av Louis Beethoven Prout 1916. Heterolocha citrina ingår i släktet Heterolocha och familjen mätare. Inga underarter finns listade i Catalogue of Life.